# Leontopithecus
Leontopithecus (Lesson, 1840) è un genere di cebidi appartenente alla famiglia dei Callitricidi, comprendente oltre a quest'ultimo anche i generi Callimico, Callithrix e Saguinus.
Il genere (un tempo nominato Leontocebus) comprende le specie conosciute col nome comune collettivo di leontocebi, scimmie leonine o uistitì dalla criniera, traslitterazione del nome scientifico del genere (dal greco "scimmia leone"), dovuto ai ciuffi di pelo erettile ai lati della faccia, simili ad una criniera.
Vivono nella foresta atlantica del Brasile orientale, spesso con areali molto ristretti ed un numero di esemplari piuttosto esiguo: per alcune specie, come Leontopithecus rosalia, sono stati avviati da tempo programmi di riproduzione in cattività che stanno dando buoni frutti.
Al genere appartengono le specie più grandi della sottofamiglia, con dimensioni complessive anche superiori ai 70 cm (di cui più della metà spetta alla coda), per un peso che sfiora i 900 g.
Hanno abitudini diurne ed arboricole: durante la notte dormono in cavità dei tronchi d'albero, ma non è raro che cerchino rifugi anche durante il giorno, per sfuggire alle ore più calde del giorno.
Vivono in gruppetti familiari, dove ambedue i genitori si prendono cura dei cuccioli, che nascono sempre a coppie.
Si nutrono principalmente d'insetti e delle loro larve, che stanano grattando nel legno marcio con le unghie appuntite: non disdegnano tuttavia di mangiare piccoli vertebrati (specialmente rettili) e frutta.

## Tassonomia

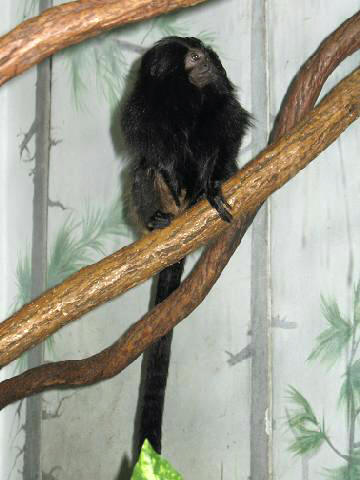
Leontopithecus chrysopygus.

Al genere sono ascritte quattro specie, di forma ed aspetto simili ma dalla colorazione differente, che ne rende facile la distinzione:
- Famiglia Cebidae
  - Sottofamiglia Callitrichinae
    - Genere Leontopithecus
      - Leontopithecus caissara - leontocebo dalla testa nera
      - Leontopithecus chrysomelas - leontocebo dalla testa dorata
      - Leontopithecus chrysopygus - leontocebo dalla groppa rossa
      - Leontopithecus rosalia - leontocebo rosalia